# 지보면
지보면(知保面)은 대한민국 경상북도 예천군의 면이다. 넓이는 78.47km2이고, 인구는 2014년 12월 31일 기준으로 3,292명이다.

## 연혁
- 757년 (신라 경덕왕 16년) : 사벌주에 속하였으며 지보(知保)를 지보(智保)로 표시된 듯함
- 1413년 (조선 태종 13년) : 현동 또는 동면으로 불리다가 내상면(內上面), 내하면(內下面), 갑상면(申上面) 3개 면으로 구성되었다. 지보면은 일대 3개 면은 경상도에 속하였으며 한때는 좌우도(左右道)로 갈라 경상우도(慶尙右道)에 속하기도 했다.
- 1896년 : 경상북도에 속함.
- 1914년 4월 1일 : 조선총독부령 제111호(1913.12.29공포) 부군면 통폐합에 따라 용궁군 내상, 내하, 신상의 3개 면을 통합하고 안동군 풍서면 구담동 일부와 비안군 현내면 반용동 일부를 편입, 신상면 암천리 일부를 안동군 풍서면에 이속시켜서 지보면을 설치함. 면사무소 소재지는 지보리에 둠.
- 1923년 : 면사무소를 지보리에서 소화리로 옮김.
- 1952년 : 면의회 의원선거에 따라 면 의회 설치
- 1956년 8월 : 면장이 선출
- 1971년 12월 31일 : 예천군행정운영동리설치조례 제280조에 의해 24개 행정리로 분리하여 운영

## 행정 구역
| 법정리 | 행정리           | 비고            |
| ------ | ---------------- | --------------- |
| 대죽리 | 대죽리           |                 |
| 도장리 | 도장리           |                 |
| 도화리 | 도화1리, 도화2리 |                 |
| 마산리 | 마산리           |                 |
| 마전리 | 마전1리, 마전2리 |                 |
| 만화리 | 만화1리, 만화2리 |                 |
| 매창리 | 매창1리, 매창2리 |                 |
| 상월리 | 상월리           |                 |
| 소화리 | 소화1리, 소화2리 | 면사무소 소재지 |
| 송평리 | 송평리           |                 |
| 수월리 | 수월1리, 수월2리 |                 |
| 신풍리 | 신풍1리, 신풍2리 |                 |
| 암천리 | 암천리           |                 |
| 어신리 | 어신1리, 어신2리 |                 |
| 지보리 | 지보1리, 지보2리 |                 |

## 교육 기관
- 지보초등학교 (소화리)
  - 어신분교 (폐교) - 지보면 예지로 707 (어신리)
- 신풍초등학교 (폐교) - 지보면 신풍1리길 11 (신풍리)
- 지보중학교 (마전리)
- 지보고등학교 (폐교)